# AdGuard
AdGuard – oprogramowanie filtrujące treści internetowe, oferujące funkcje blokowania reklam i ochrony poufności danych. AdGuard umożliwia blokowanie banerów reklamowych, treści wyskakujących oraz elementów społecznościowych czy analitycznych. Zapewnia także ochronę przed szkodliwymi witrynami internetowymi.
Filtrowanie ruchu odbywa się na poziomie sieci. Produkty AdGuard stanowią alternatywę dla starszego programu Ad Muncher oraz rozszerzeń działających na poziomie przeglądarki.
W 2018 roku z produktów AdGuard korzystało 5 mln ludzi.